# Hammerer Aluminium Industries
Hammerer Aluminium Industries (kurz HAI) ist ein österreichischer Verarbeiter von Aluminium mit den Kernbereichen Casting, Extrusion und Processing.

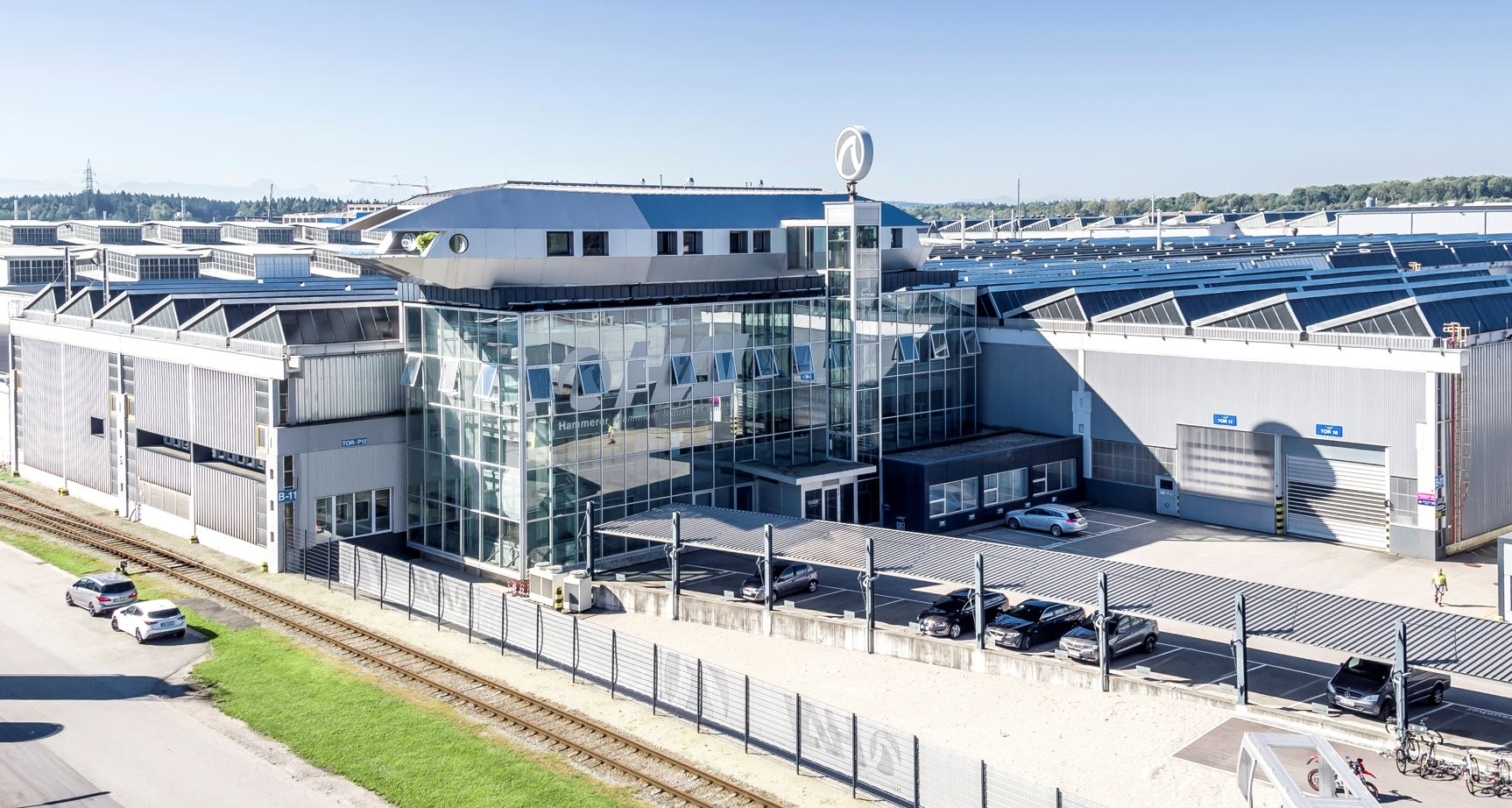
Hauptgebäude Hammerer Aluminium Industries in Ranshofen (Österreich)

## Geschichte
Das Unternehmen wurde 2007 durch Übernahme der Bereiche Extrusion und Casting von der AMAG Austria Metall gegründet.
2009 wurde in Sântana (in Rumänien) eine neue Gießerei errichtet, bereits im Folgejahr begann die Produktion von Pressbolzen und Walzbarren der HAI Sântana S.R.L. mit einem Volumen von etwa 80.000 Tonnen jährlich. Im Jahr 2010 wurde das Unternehmen um eine neue Fertigungshalle (Processing) erweitert, und im Folgejahr in Betrieb genommen. Im Februar 2013 wurde die Riftec GmbH, Marktführer im Bereich Rührreibschweißen mit Sitz in Geesthacht, übernommen.
Ende 2015 wurde ein neues Strangpresswerk in Soest (Deutschland) übernommen. Das ehemalige Honsel-Werk gilt als Pionier im Bereich Leichtbau im Automobilbereich und ermöglichte HAI, ihre Marktposition zu erweitern.
Ende 2016 wurde in eine neue Produktionslinie in Soest investiert, um die Gruppenkapazität im Bereich Extrusion auf 75.000 Tonnen pro Jahr zu erweitern und dadurch die Unternehmensbereiche Bau und Industrie zu stärken. Die Investition von 12 Mio. € in den Standort Soest schaffte 50 bis 60 neue Arbeitsplätze.
Im Jahr 2017 gründete HAI das Unternehmen WestAluTec durch ein Joint Venture mit dem deutschen Familienunternehmen Faulenbach Eloxal GmbH aus Sprockhövel.
2018 erfolgte der Neubau des Firmengebäudes der Riftec GmbH in Geesthacht, das zusätzliche 2.500 m² Produktionsfläche und 700 m² Bürofläche für das Unternehmen bietet.
Um neue Kapazitäten zu schaffen, wurde Ende 2018 am Hauptsitz Ranshofen in Österreich die in die Jahre gekommene 27 Meganewton (MN) Presse durch eine moderne, größere Strangpresse mit 41 MN ersetzt. Diese ging zu Jahresbeginn 2019 in Betrieb.
Im Jahr 2019 erfolgte die Errichtung einer neuen 4.000 m² großen Halle für eine vollautomatisierte Fertigungsstraße für High-End-Produktionslinie am Standort Ranshofen für den Bereich der E-Mobility.
Im Jänner 2020 übernahm Hammerer Aluminium Industries den Hydro-Standort im rumänischen Chisineu-Cris. Der neue HAI-Standort bietet mit zwei Strangpressen eine Produktionskapazität von circa 22.000 Tonnen pro Jahr. Die HAI-Gruppe wurde 2020 durch eine mehrheitliche Beteiligung beim Streckbiege- und Lohnbearbeitungsspezialisten ASP erweitert. Das Unternehmen ASP mit Hauptsitz im deutschen Attendorn war zuvor bereits seit vielen Jahren ein Lohnbearbeiter und Lieferant von Streckbiege-Vorrichtungen für Hammer Aluminium Industries. Rund 250 Mitarbeiter erzeugen am Standort im niederschlesischen Glogow (Glogau) in Polen Aluminiumkomponenten mit einem Umsatzvolumen von ca. 12 Mio. Euro pro Jahr für die Automotive- und die Reha-Industrie.
Im Jahr 2021 wurde bei HAI Extrusion S.R.L. in Cris eine neue Halle mit 12.000 m² gebaut und von zwei auf vier Strangpressen erweitert. HAI Sântana S.R.L. nahm eine zweite Gießanlage in Betrieb.
HAI nahm im Jahr 2022 am Standort Sântana einen dritten Schmelzofen für Recyclingmaterial in Betrieb und freut sich über fünfzehn erfolgreiche Jahre Unternehmensgeschichte.
HAI gründete 2023 ein Joint Venture (HAI Materials Korea) mit dem koreanischen Unternehmen LS C&S, mit Fokus auf die Herstellung von hochkomplexen Aluminiumkomponenten für die Elektromobilität am koreanischen Markt.

## Unternehmensprofil
Hammerer Aluminium Industries folgt dem Leitspruch:

„Alles aus einer Hand.“

Hiermit bezieht sich das Unternehmen auf die gesamte Wertschöpfungskette, vom Gießen bis zum Veredeln.
In der HAI Casting werden zur Ressourcenschonung zum Großteil Schrotte verarbeitet. Die Alubolzen werden via Ultraschallprüfung auf Einschlüsse und Oberflächenrisse kontrolliert. An den beiden Casting-Standorten in Ranshofen (Österreich) und Sântana (Rumänien) werden jährlich bis zu 220.000 Tonnen Press- und Walzbarren sowie Zweiteiler-Masseln produziert.
Im Bereich Extrusion bietet Hammerer Aluminium Industries 15 Standard- und Speziallegierungen an. Die Pressenquerschnitte reichen von 40 g bis zu >40 kg pro Meter.
Durch die Möglichkeit der mechanischen Weiterverarbeitung im Unternehmen können in der HAI Processing ganze Bauteile und Komponenten gefertigt werden. Dimensionen von bis zu 20 × 4 × 1,6 m werden durch Fräsen, Sägen, Bohren, Biegen, Stanzen, und Schweißen verarbeitet. HAI ermöglicht durch Entwicklungspartnerschaften eine durchgängige Wertschöpfungskette. Die Kerntechnologie ist dabei das Rührreibschweißen (FSW – Friction Stir Welding), welche höchste Nahtqualität gewährleistet.
Die Produkte der HAI-Gruppe findet man sowohl im Baubereich, in der Automobil- und Transporttechnik, der Elektrotechnik, im Maschinen- und Anlagenbau und in der Luftfahrt als auch in der Medizintechnik.

## Nachhaltigkeit

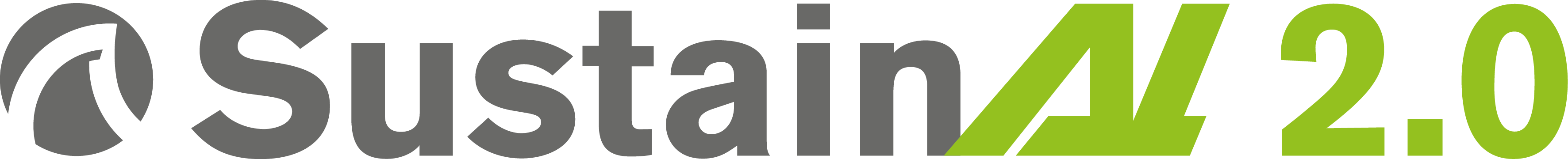

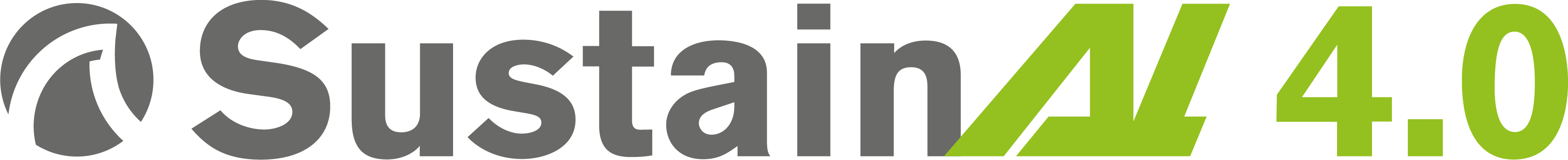

Hammerer Aluminium Industries treibt die Kreislaufwirtschaft für eine Dekarbonisierung in der Aluminium-Industrie aktiv voran. Mit einer ambitionierten Nachhaltigkeitsstrategie wird die CO2-Reduktion entlang der gesamten Wertschöpfungskette umgesetzt. Die Performance Standard Zertifizierung der Aluminium Steward Initiative (ASI) bescheinigt die Aktivitäten für Nachhaltigkeit der HAI-Gruppe.
Mit einem durchschnittlichen Anteil von 80 % Recyclingmaterial bietet Hammerer Aluminium Industries mit SustainAl 4.0 und SustainAl 2.0 nachhaltige Aluminiumlegierungen. Die HAI-Gruppe gilt als einer der Betriebe mit den niedrigsten CO2-Emissionen.

## Zahlen & Fakten
- Umsatz HAI-Gruppe 2023: ca. 890 Mio. €
- Beschäftigte HAI-Gruppe 2025: ca. 1.900
- Kapazität HAI CASTING: 250.000 t
- Kapazität HAI EXTRUSION: 125.000 t[17]

## Headquarters und produzierende Gesellschaften der HAI-Gruppe
- Hammerer Aluminium Industries Holding GmbH
- Hammerer Aluminium Industries GmbH
- Hammerer Aluminium Industries Extrusion GmbH
- HAI Extrusion Germany GmbH
- Hammerer Aluminium Industries Sântana S.R.L.
- HAI Extrusion S.R.L
- RIFTEC GmbH
- WestAluTec GmbH
- Asp GmbH
- HAI Components Poland Sp. z o.o.
- HAI Materials Korea[18]

## Zertifizierungen der HAI-Gruppe
- ASI Performance Standard (HAI Casting Ranshofen)[19]
- IATF 16949
- ISO/TS 22163
- ISO 14001
- ISO 45001
- ISO 50001
- ISO 9001
- EN 15088
- EN 15085-2
- EN ISO 3834-2[20]